# Giorgio Mascitelli
Giorgio Mascitelli, né en 1966, est un écrivain italien actif comme romancier, novelliste, critique littéraire (notamment sur Nazione Indiana (it)) et scénariste de bande dessinée.

## Publications

### Romans
- Nel silenzio delle merci  (trad. Francesco Leonetti), EDIS, coll. « Visioni », 1996, 93 p. (ISBN 88-86316-14-3).
- L'arte della capriola, Manni (it), coll. « Pretesti » (no 57), 1999, 119 p. (ISBN 88-87160-60-0).
- Congedo (dessins de Salvo D'Agostino), I Cani, 2006. Conte.
- Piove sempre sul bagnato, Coniglio, coll. « I lemming » (no 39), 2008, 61 p. (ISBN 978-88-6063-149-7).

### Bande dessinée
- Una lacrima sul viso (dessins de Lorenzo Sartori), I Cani, 2005.

### Nouvelles
- Catastrofi d'assestamento, Zona, coll. « Zona contemporanea », 2011, 112 p. (ISBN 978-88-6438-206-7).
- Notturno buffo, Effigie, coll. « Il regisole », 2017, 173 p. (ISBN 978-88-97648-84-0).

## Récompense
- 2006 : Prix Micheluzzi du meilleur scénariste pour un album de bande dessinée pour Una lacrima sul viso